# Marion Nestle
Marion Nestle (nacida en 1936), Ph.D., M.P.H., es una bióloga molecular, nutricionista y defensora de la salud pública norteamericana. Es catedrática emérita Paulette Goddard de Nutrición, Estudios Alimentarios y Salud Pública en la  New York University, ocupando el departamento de desde 1988 hasta 2003.  Se doctoró en Biología Molecular y realizó un máster en Nutrición y Salud Pública por la Universidad de California en Berkeley. 
Ha ganado bastante reputación debido a una serie de libros dedicados al gran público acerca del fomento de una dieta equlibrada en un mundo muy influido por el marketing alimentario.

## Obras
- Nutrition in Clinical Practice. Greenbrae, California: Jones Medical Publications (1985)
- Food Politics: How the Food Industry Influences Nutrition and Health (2002)
- Safe Food: Bacteria, Biotechnology, and Bioterrorism (2003)
- Taking Sides: Clashing Views on Controversial Issues in Food and Nutrition (2004)
- What to Eat: An Aisle-by-Aisle Guide to Savvy Food Choices and Good Eating (2006)
- Unsavory Truth: How Food Companies Skew the Science of What We Eat. Basic Books (2018)[5]
- Slow cooked : an unexpected life in food politics (2022)[6]